# Rhinocryptidae
Rinocriptídeos (do latim científico: Rhinocryptidae) é uma família de aves passeriformes encontradas principalmente na América do Sul e América Central.

## Gêneros
* Acropternis
- Eleoscytalopus
- Eugralla
- Liosceles
- Merulaxis
- Myornis
- Psilorhamphus
- Pteroptochos
- Rhinocrypta
- Scelorchilus
- Scytalopus
- Teledromas [carece de fontes?]